# Abel Contreras
Abel Contreras Peppereco (ur. 23 września 1972) – ekwadorski zapaśnik walczący w obu stylach. Zajął szóste miejsce na mistrzostwach panamerykańskich w 2000. Brązowy medalista igrzysk Ameryki Południowej w 1998, a także igrzysk boliwaryjskich w 1993 i 1997. Wicemistrz igrzysk Pacyfiku w 1995 roku.